# Gières
Gières – miejscowość i gmina we Francji, w regionie Owernia-Rodan-Alpy, w departamencie Isère.
Według danych na rok 1990 gminę zamieszkiwały 4373 osoby, a gęstość zaludnienia wynosiła 631 osób/km² (wśród 2880 gmin regionu Rodan-Alpy Gières plasuje się na 193. miejscu pod względem liczby ludności, natomiast pod względem powierzchni na miejscu 1363.).
Przez gminę przepływa rzeka Isère. 